# Gulmes
Gulmes (Machlolophus holsti) är en fågel i familjen mesar inom ordningen tättingar. Den är endemisk för Taiwan. Arten minskar i antal, så pass att IUCN listar den som nära hotad.

## Utseende och läte
Gulmesen är en omisskännlig 12,5–13 cm lång sångfågel, med svart ovansida, gul undersida och en trekantig tofs med vit bakkant. Sången består av en serie visslande fraser. Bland lätena hörs i engelsk litteratur återgivna nasala, "dyer" och upprepade "chicka".

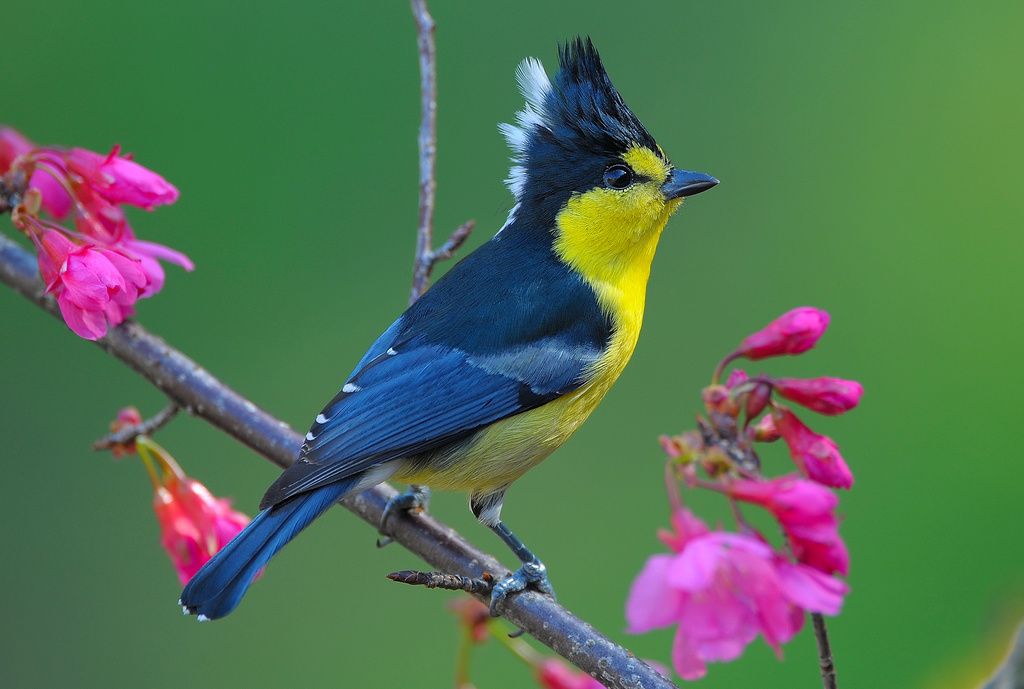

## Utbredning och systematik
Fågeln förekommer endast i bergsskogar på Taiwan. Den behandlas som monotypisk, det vill säga att den inte delas in i några underarter.

### Släktestillhörighet
Tidigare placerades den i Parus men förs numera efter genetiska studier till Machlolophus tillsammans med östlig gyllenmes, himalayagyllenmes, indisk gyllenmes och vitnackad mes.

## Levnadssätt
Gulmesen hittas i bergsskogar upp till 2800 meters höjd. Utanför häckningstid ses den oftare i skogsbryn och tillfälligt närmare bebyggelse. Där rör den sig aktivt likt andra mesar, vanligen födosökande i mellersta till högre delarna av träden.

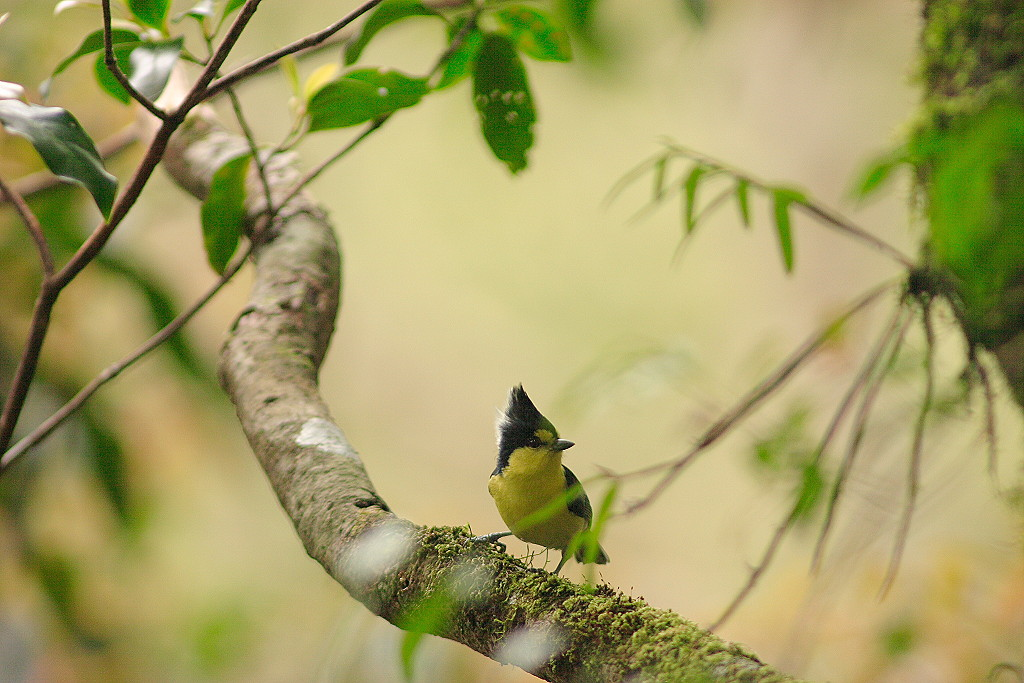

### Häckning
Artens häckningsbeteende är dåligt känt. Den tros häcka åtminstone i april. Boet av torra löv, bambu, lav, mossa och fjädrar placeras upp till sju meter upp i ett trädhål. Boet återanvänds från år till år. Däri lägger den tre till fyra ägg.

## Status
Gulmesen är en sparsam fågel som troligen har en rätt liten världspopulation. Beståndet tros dock vara stabilt. Internationella naturvårdsunionen IUCN kategoriserar därör arten som livskraftig.

## Namn
Fågelns vetenskapliga artnamn hedrar svensken P. A. Holst, samlare av specimen på bland annat Taiwan.